# Boccaccio di Chellino
Boccaccio (Boccaccino) di Chellino (Certaldo, prima del 1297 – dopo il luglio 1348) è stato il padre del poeta italiano Giovanni Boccaccio.

## Biografia

### Gioventù

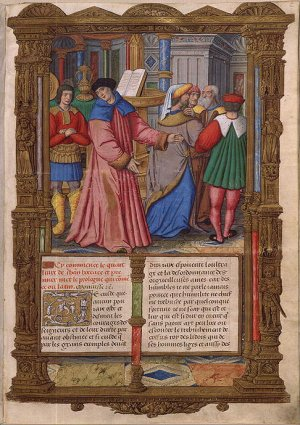
Il De casibus, raffigurato in figura, fa menzione del soggiorno parigino di Boccaccino

Boccaccino nacque a Certaldo, in data ignota, da Chellino (anche noto come Golino o Ghelino: trattasi di varie forme ipocoristiche del nome Michele) Bonaiuti. Poco sappiamo della giovinezza e degli studi: giovanissimo, svolse la professione di cambiatore a Firenze, dove si era basato il fratello Vanni dal 1297. Questa attività coinvolse i due fratelli in lunghi viaggi: degno di nota è quello a Parigi, menzionato dal re Filippo il Bello che, in un suo libro, parla di «Bocassin Lombart changeur et son frère» che vivono nei pressi di «la Rues des Arsis» (precisamente, nella chiesa di Saint-Jacques-la-Boucherie). Anche il figlio Giovanni, nel suo De casibus virorum illustrium, inserisce la seguente frase, da cui si deduce la lunghezza del soggiorno parigino:
Una leggenda, tra l'altro, vuole che Giovanni Boccaccio sia nato proprio a Parigi, da una nobildonna francese o perfino con una figlia di un re, tal Jeanne. Più probabile, tuttavia, è l'ipotesi che sia nato da una relazione extraconiugale intrattenuta da Boccaccino con una donna di umili origini. In ogni caso, i due fratelli tornarono sicuramente a Firenze almeno dal 1314, di cui ottennero la cittadinanza il 16 maggio 1320: Certaldo, la città natia, venne da loro disdegnata, tanto che richiesero l'esenzione dalle tasse locali, giustificandola con il regolare pagamento - fino ad allora riscontrato - delle imposte fiorentine. Proprio a Firenze, dove pur viene coinvolto in numerosissimi affari (sono segnalate da varie fonti una relazione di prestito con Lippo di Fede del Sega e la formazione di una società), conobbe la sua prima moglie: Margherita di Gian Donato dei Mardoli, dalla quale ottenne il figlio Francesco intorno al 1321.

### La vita politica e i Bardi
Dopo i natali di Francesco, Boccaccino iniziò ad interessarsi alla politica. Si annoverano vari impegni presi da quest'ultimo, che nell'arco di quattro anni ricoprì le cariche di console dell'Arte del cambio (1322), priore (15 dicembre 1322 - 15 febbraio 1323), deputato dall'Arte del cambio per l'elezione dei consiglieri della Mercanzia (prima metà del 1324), console (seconda metà dello stesso anno): nel 1326, poi, diventò addirittura uno dei cinque consiglieri della Mercanzia. Grazie all'impegno riscontrato nella vita cittadina, Boccaccino nel 1327 ebbe contatti sia con gli Angioini a Napoli che con la compagnia de' Bardi, che lo ebbe al proprio servizio presso la succursale di Napoli pagandogli uno stipendio di 145 libbre: una cifra certamente superiore alla media, se non la più alta in assoluto.
Boccaccino, quindi, iniziò a lavorare attivamente per conto dei Bardi. Vari sono gli incarichi che gli vennero affidati: l'approvvigionamento dell'esercito del duca di Calabria, bloccato in Abruzzo; il noleggio di navi genovesi, la riscossione di gabelle e sovvenzioni. Addirittura, in data 12 aprile 1329, consegnò una missiva a Roberto d'Angiò, chiedendogli il vettovagliamento di Firenze, minacciata da carestia. Ciò gli valse una posizione di rilievo di tutto rispetto, tanto che re Roberto iniziò a rivolgersi a lui come consiliarius e cambellarius. Sono documentate diverse altre commissioni, sempre per conto dei Bardi. Nel settembre 1332 si recò a Parigi, mentre nel 1336 si dilettò nella vendita e nell'acquisto di piccoli poderi, tutti registrati in una serie di protocolli notarili. Il 1º ottobre 1338 Boccaccino si licenziò dalla Compagnia, presagendo l'inesorabile declino che la stava colpendo (che poi si risolse nel fallimento del 1343).

### Ultimi anni

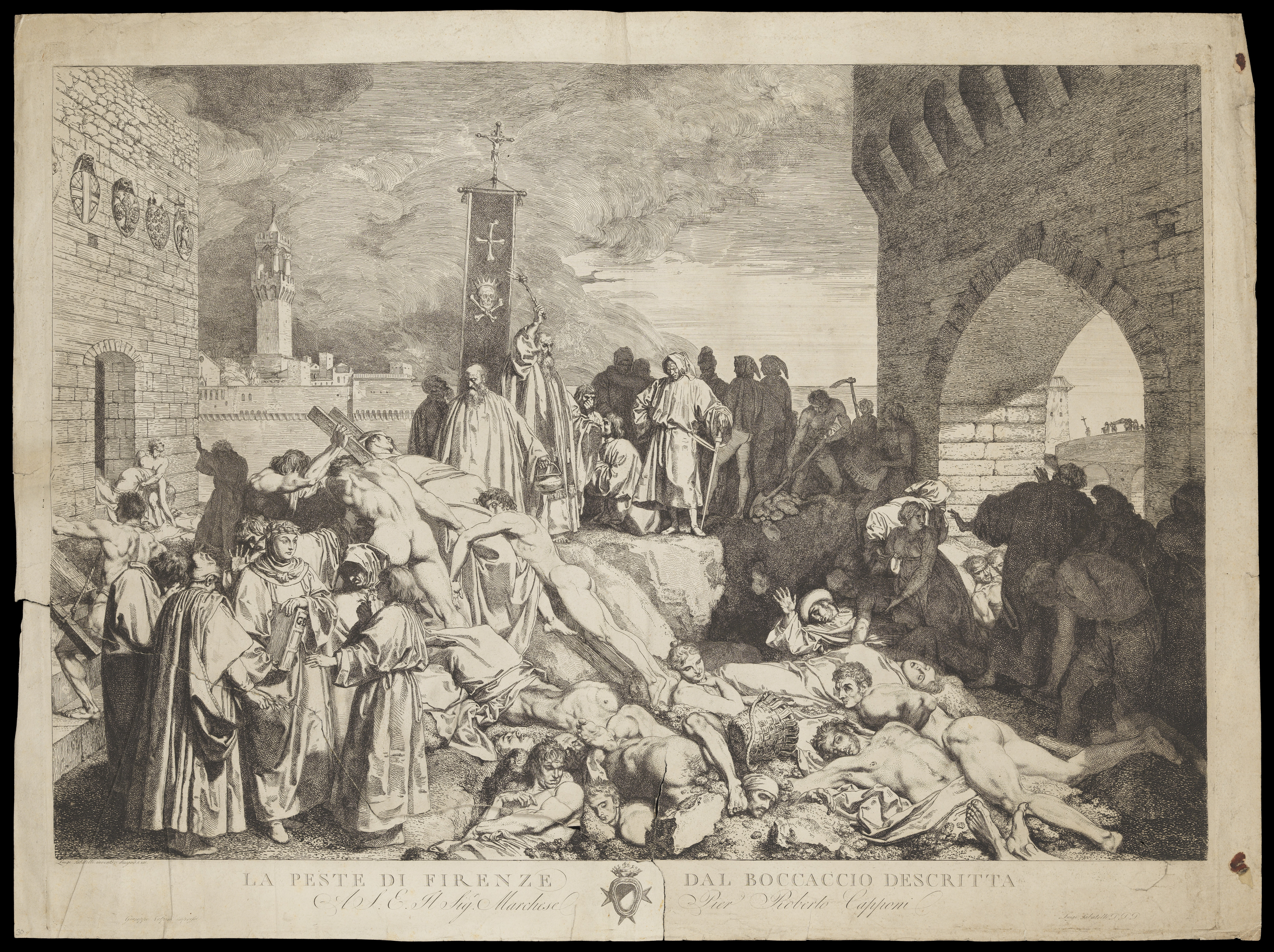
Luigi Sabatelli, La peste di Firenze nel 1348: Boccaccino, probabilmente, morì proprio a causa dell'epidemia.

Una volta tornato a Firenze, Boccaccino vide aggravarsi la propria situazione finanziaria; sopperito alla cattiva esposizione del suo patrimonio, il 5 novembre 1341 vendette una proprietà collocata nel popolo di Santa Felicita. Nel 1343, invece, si hanno prime notizie di Bice: si tratta della seconda moglie di Boccaccino, figlia di Baldino di Nepi dei Bostichi e di Loris Baroncelli. Da lei ebbe un figlio, Iacopo; sarà il fratello Giovanni a tutelarlo, secondo un rapporto di pupillus maior infantia. Nei suoi ultimi anni, Boccaccino continua ad essere molto attivo nella vita politica fiorentina: nel 1345 tenne la carica di ufficiale della moneta, mentre nel 1348 - anno in cui l'Europa venne devastata dalla peste nera - diventò magistrato dell'Annona. Sconosciuta è la data della sua morte: risultò ancora vivo nel luglio 1348, mese in cui aggiunse un codicillo al testamento di ser Piero Nelli, anche se con tutta probabilità venne anche lui raggiunto dall'epidemia.

## La presenza di Boccaccino nelle opere del figlio
La ricostruzione della biografia e della personalità di Boccaccino è stata possibile grazie allo studio delle opere di Giovanni Boccaccio, che allude al padre in modo velato, non chiaro. A Boccaccino, infatti, sono stati attribuiti i tratti di numerosi personaggi delle opere del figlio: sono state riscontrate analogie in Eucomos, l'«ingannator padre» di Idalagos, e in Tritolemo (protagonista di un episodio del Ninfale d'Ameto), giudicato come «uomo plebeio di nulla fama e di meno censo». Nell'Amorosa visione, addirittura, si fa un riferimento esplicito a Boccaccino: ritornando in Toscana, il poeta scorge un gruppo di avari, fra i quali figura «colui che me stesso / libero e lieto avea benignamente / nudrito come figlio».
Boccaccino viene additato come vir honestus e negotiator nel De casibus, mentre nel De genealogia viene citato per fare riferimento a numerose tappe della vita di Boccaccio: l'istruzione, l'adolescenza napoletana (dove nasce un contrasto col padre, fiero adduttore del suo interesse letterario), ma anche le usanze pagane, che si traducono nell'usanza della libagione del ceppo, in cui «hec sepe puer in domo patria celebrari vidi a patre meo, catholico profecto homine...». Nel Buccolicum carmen, invece, Boccaccino indossa le vesti di Asylas, «mitis... fideique vetuste preclarum specimen», guadagnandosi in questo caso gli ossequi e il rispetto di Giovanni. Da questi riferimenti, quindi, emerge la personalità di Boccaccino, un indaffarato mercante che, pur essendo tutto preso dal suo giro di affari, vive in un contesto di onestà e di dignità, che gli valgono l'affetto del figlio.